# Челмодеевский Майдан
Челмоде́евский Майда́н — село в Инсарском районе Республики Мордовия. Входит в состав Русско-Паевского сельского поселения

## Название
Первая часть составного названия — антропонимического характера: от дохристианского имени Челмодей (упоминается в актовых документах 17 в.); вторая — характеристика: майдан — место, на котором находился поташный завод.

## География
Расположен на ручье Шишкове, в 13 км от районного центра и 31 км от железнодорожной станции Кадошкино.

## История
Основан до 1864. В «Списке населённых мест Пензенской губернии» (1869) Челмодеевский Майдан (Рождественское) — село казённое из 259 дворов (1453 чел.); имелись церковь, 2 поташных завода.
В 1931 в Челмодеевском Майдане было 435 дворов (2365 чел.). Образованы колхозы «Заветы Ильича», «Путь Октября», с 1960 — им. Ленина, 1992 — «Челмодеевско-Майданский», с 1997 — СХПК «Челмодеевский Майдан».

## Население
| 1864 | 1931  | 1989 | 2002 | 2010 |
| ---- | ----- | ---- | ---- | ---- |
| 1453 | ↗2365 | ↘404 | ↘360 | ↘230 |

Национальный состав
Население 380 чел. (2001), в основном русские.

## Инфраструктура
Основная школа, библиотека, клуб, детсад, медпункт, отделение связи, магазин.

## Люди, связанные с селом
Уроженцы Челмодеевского Майдана — министр электронной промышленности СССР А. И. Шокин, заслуженный строитель МАССР, депутат ВС СССР и МАССР, делегат 25-го съезда КПСС А. М. Лобанов. С селом связаны жизнь и деятельность хозяйственного руководителя А. Ф. Колесниковой.

### Источник
- Энциклопедия Мордовия, Л. Н. Лапшова.